# Sibrand

Blazonul Ordinului Teutonilor

Maestrul Sibrand (n. secolul al XII-lea – d. 1191, Acra, Districtul de Nord, Israel) a fost fondatorul spitalului din Akkon, care urma să devină baza Cavalerilor Teutoni. Din acest motiv, el este uneori considerat „primul mare maestru” al ordinului respectiv, chiar dacă acesta a fost recunoscut abia în 1192 și transformat în ordin militar în 1198.

## Biografie
Sibrand a călătorit la Outremer în 1188, în a treia cruciadă a lui Frederick Barbarossa, ca sustinator al lui Adolf al III-lea din Holstein. Sibrand este menționat ca fiind fondatorul unui spital într-un document al regelui Guy de Lusignan datat în septembrie 1190. Spitalul de campanie a fost folosit pentru trupele germane în timpul asediului orașului Akkon. Un astfel de spital fusese înființat și operat de negustorii din Bremen și Lübeck, lângă cimitirul Sf. Nicolae, folosind o pânză pentru adăpost. După cucerirea orașului Akkon, Guy i-a dat lui Sibrand o casă în oraș, spitalul armean.
După căderea cetății Acra în iulie 1191, spitalul a fost mutat în oraș și a fost transformat în baza permanentă a Cavalerilor Teutoni. Cu ajutorul donațiilor făcute de credincioși, o grădină pentru spital a fost finanțată și creată în fața porții Sf. Nicolae.